# 黃埔新村 (臺灣)
黃埔新村，台灣眷村，位於台灣高雄市鳳山區，是台灣最早的眷村。

## 歷史
日治時期後期，太平洋戰爭爆發後，日本政府在高雄鳳山，興建宿舍，供日軍軍官居住。
1949年，國民政府撤退來台灣，接收此地。孫立人所屬部隊，在此居住，形成台灣第一個眷村。
2013年，因國防部眷村改建計劃，改建工程已發包，預計於2013年底拆除。
2013年6月21日，高雄市文化局召開古蹟歷史建築聚落文化景觀審議會，決議將鳳山黃埔新村登錄為文化景觀，成為法定文化資產。

## 外部連結
- 歷史情感 高市促保留黃埔新村
- 救黃埔新村 高市登錄文化景觀 （页面存档备份，存于）
- 高雄市政府文化局影視發展暨拍片支援中心 鳳山黃埔新村 （页面存档备份，存于）
- 黃埔眷村-我們的家